# Гевхерхан-султанија (ћерка Мехмеда II)
Гевхерхан-султанија је била ћерка Мехмеда II и Емине Гулбахар-хатун.

## Биографија
Гевхерхан је рођена у Једрену 1446. као једна од две ћерке Емине Гулбахар-хатун. Имала је брата Бајазита, који ће касније постати османски султан.  Гевхерхан и њена сестра рођене су 1446.
Први брак је склопила око 1462. године, међутим до данашњег дана није утврђен идентитет њеног првог супруга. Са њим је имала три сина: Мехмед, Махмуд и Хусејин. Други брак је склопила 1474. године са Угхурлу Мехмед-бегом, који је погинуо 1477. године. Са њим је имала једног сина::
- Годе Ахмед-бег (1476—1497); ожењен 1489. године султанијом Ајнишах, са којом је имао троје деце:
  - Зејнедин-бег, убијен у Дијарбекиру од стране Шаха Исмаила
  - Ханзаде султанија, удата 1508. године за Малкочоглу Бали-бега, од којег је султан Селим развео због њених прељуба, а касније и протерао. Имала је сина Дервиш-бега.
  - Неслихан султанија, удата 1509. године за сина принца Ахмеда. Имала је ћерку:
    - султанија Хунди; удата за Сунулах-бега, намесника Кастамонуа

## Остатак живота и смрт
Гевхерхан је у мају 1505. године примила дарове као удовица Мехмед-бега и мајка преминулог Годе Ахмеда. Речено је су јој дани били окончани на двору свог брата, пре 1511. године. Када је умрла, сахрањена је крај своје мајке у Фатиховој џамији.
Гевхерхан је за живота била песникиња и бавила се покровитељством песништва.